# Pat Mastroianni
Pat Mastroianni, född 22 december 1971 i Toronto, Ontario, är en kanadensisk skådespelare. Han är mest känd för rollen som Joey Jeremiah i Degrassi Junior High, Degrassi High, Degrassi High: Nu börjar livet och Degrassi: The Next Generation.

## Filmografi i urval
| År        | Filmtitel                      | Roll           |
| --------- | ------------------------------ | -------------- |
| 1987–1989 | Degrassi Junior High           | Joey Jeremiah  |
| 1989–1991 | Degrassi High                  | Joey Jeremiah  |
| 1992      | Degrassi Talks                 | Som sig själv  |
| 1992      | Degrassi High: Nu börjar livet | Joey Jeremiah  |
| 1995      | Liberty Street                 | Frank Pagnozzi |
| 2001–2006 | Degrassi: The Next Generation  | Joey Jeremiah  |

### Webbkällor
- Pat Mastroianni på Internet Movie Database (engelska)
- Degrassi's Joey and Caitlin crash this weekend's SaskExpo Guy Quenneville. CBC News 14 september 2018. Läst 21 december 2018.